# Adalbert von Waltenhofen
Adalbert Carl Ritter von Waltenhofen zu Eglofsheimb (Admontbichl, 14 mei 1828 - Wenen, 5 februari 1914) was een Oostenrijks wetenschapper en elektrotechnicus. In 1880 vond hij de naar hem vernoemde slinger van von Waltenhofen uit.

## Levensloop
Adalbert was de zoon van Carl Ritter von Waltenhofen zu Eglofsheimb en echtgenote N. von Knaffl-Lenz-Fohnsdorf.
Na voltooiing van zijn studie met promotie in de natuur- en wiskunde in Wenen werd Von Waltenhofen in 1850 leraar aan het Joanneum gymnasium in Graz. In 1852 werd hij professor in de natuurkunde te Praag. Hier stelde hij in 1869 het begrip van de magnetische verzadiging op. Van 1883 tot 1899 was hij de eerste professor en latere bestuurslid van het elektrotechnisch instituut aan de Technische Hogeschool Wenen. Vanaf 1899 was hij de voorzitter van het Internationale Elektriciteitsgenootschap in Wenen.

## Publicaties
- Grundriß der mechanischen Physik, Leipzig 1875
- Die internationalen absoluten Maße, insbesondere die elektrischen Maße, Braunschweig 1885